# Artis Bohemiae Amicis

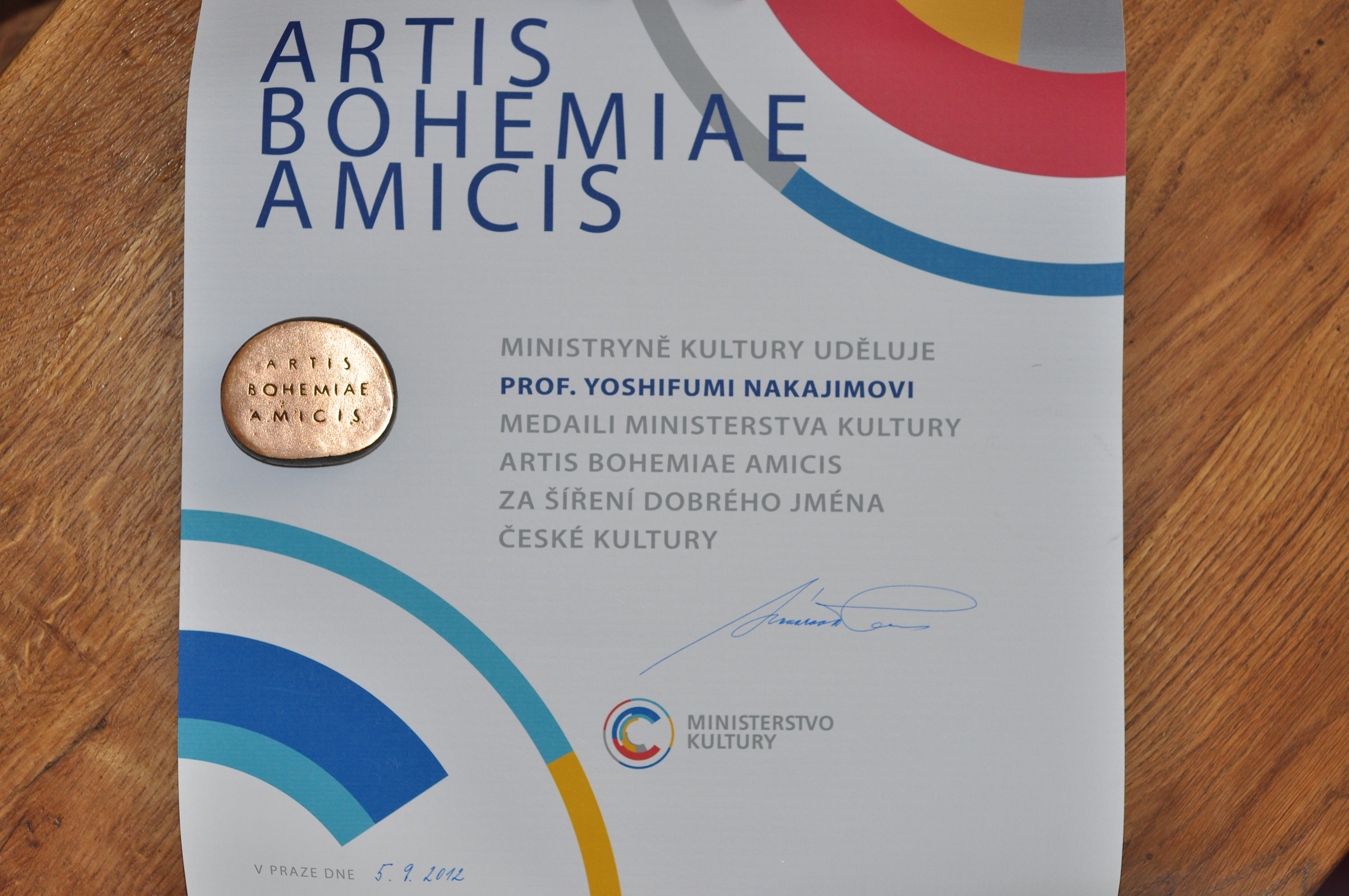
Fotografie diplomu a medaile

Medaile Artis Bohemiae Amicis (Přátelům českého umění) je české rezortní ocenění – medaile (a diplom), kterou od roku 2000 ministři kultury oceňují významné osoby (fyzické i právnické), které cílevědomě přispěly nebo přispívají k šíření dobrého jména české kultury v tuzemsku i v zahraničí.
Medaile se uděluje za zásluhy o systematickou prezentaci a poznání materiálního i nemateriálního kulturního dědictví v Česku i za jeho hranicemi nebo o systematickou prezentaci a poznání soudobých děl hudebních, literárních včetně literatury faktu a poezie, dramatických a scénografických, filmových, fotografických, dále děl volného a užitého umění včetně designu, uměleckého i lidového řemesla a děl uměnovědných, jakož i za systematickou prezentaci soudobého českého umění interpretačního. Autorem výtvarného návrhu medaile, v podobě, již má od roku 2010, je MgA. Adam Kovalčík.
Zahraničním osobnostem zajišťuje předání ocenění český zastupitelský úřad (ZÚ) v dané zemi.

## Laureáti
| Laureát                                                    | Uděleno (předáno)  | Poznámka                  |
| ---------------------------------------------------------- | ------------------ | ------------------------- |
| Josef Svoboda                                              | 10. května 2000    |                           |
| Mgr. Marcela Klecketová                                    | 21. srpna 2000     |                           |
| Josep Vinyet Estebanell                                    | 18. srpna 2000     |                           |
| EURÓPA KONYVKIADÓ                                          | 14. října 2000     |                           |
| Pavel Krbálek                                              | 9. listopadu 2000  |                           |
| Pavel Šmok                                                 | 18. listopadu 2000 |                           |
| Jiří Kylián                                                | 21. prosince 2000  |                           |
| Julian Golak                                               | 15. května 2001    |                           |
| Marian Dembiniok                                           | 15. května 2001    |                           |
| prof. Jarmila Jandová, Ph.D.                               | 2001               |                           |
| Karel Kosík                                                | 20. června 2001    |                           |
| PhDr. Josef Jančář, CSc.                                   | 11. září 2001      |                           |
| Lubomír Kafka                                              | 6. listopadu 2001  | in memoriam               |
| Jitka Švábová                                              | 8. listopadu 2001  |                           |
| Antonín Marek Machourek                                    | 2001               | in memoriam               |
| Herbert Lom                                                | 2001               |                           |
| Otomar Krejča                                              | 22. listopadu 2001 |                           |
| Ladislav Fialka                                            | 25. února 2002     | in memoriam               |
| akad. arch. Karel Černý                                    | 5. dubna 2002      |                           |
| Národní české a slovenské muzeum a knihovna v Cedar Rapids | 11. března 2002    |                           |
| Jiří Hanzelka                                              | 26. dubna 2002     |                           |
| Miroslav Zikmund                                           | 26. dubna 2002     |                           |
| Viktor Fischl                                              | 30. května 2002    |                           |
| Školský spolek Komenský                                    | 27. října 2002     |                           |
| Spolek KONTAKTFORUM                                        | 27. října 2002     |                           |
| Jiří Suchánek                                              | 21. května 2002    |                           |
| Stanislav Horák                                            | 14. června 2002    |                           |
| Jaroslav Zeman                                             | 14. června 2002    |                           |
| František Maňas                                            | 14. června 2002    |                           |
| PhDr. Eva Davidová, CSc.                                   | 2002               |                           |
| Mgr. Jiřina Veselská                                       | 28. června 2002    |                           |
| Zdeňka Jelínková                                           | 28. června 2002    |                           |
| Dr. Janina Balsiene                                        | 28. října 2002     |                           |
| Spolek „Rakouská společnost“                               | 27. října 2002     |                           |
| Spolek „Menšinová rada“                                    | 27. října 2002     |                           |
| Spolek „Kulturní klub Čechů a Slováků v Rakousku“          | 27. října 2002     |                           |
| Spolek „Nová vlast“                                        | 27. října 2002     |                           |
| Jan Špáta                                                  | 25. října 2002     |                           |
| Dr. Eva Zaoralová                                          | 29. listopadu 2002 |                           |
| Olivier Poivre d'Arvor                                     | 31. ledna 2003     |                           |
| Marie-José Taube                                           | 31. ledna 2003     |                           |
| Guy Erisman                                                | 31. ledna 2003     |                           |
| Markéta Theinhardtová                                      | 31. ledna 2003     |                           |
| Isabelle de Montfumat                                      | 31. ledna 2003     |                           |
| Petr Král                                                  | 31. ledna 2003     |                           |
| Olga Poivre d'Arvor                                        | 31. ledna 2003     |                           |
| Zdenka Procházková-Hartmann                                | 25. května 2003    |                           |
| Dr. Christa Rothmeier                                      | 25. května 2003    |                           |
| Roy Y.Y. WU                                                | 15. července 2003  |                           |
| Jaroslav Špaček                                            | 3. listopadu 2003  |                           |
| prof. Věra Bořkovcová                                      | 11. září 2003      |                           |
| Zoran Kamarit                                              | 9. října 2003      |                           |
| PhDr. Zdeněk Mahler                                        | 2. prosince 2003   |                           |
| Alexand Kliment                                            | 30. ledna 2004     |                           |
| Jean Grosu                                                 | 15. března 2004    |                           |
| Irena Sedlecká                                             | 14. února 2004     |                           |
| Hana Pravdová                                              | 14. února 2004     |                           |
| David Short                                                | 14. února 2004     |                           |
| A. J. Liehm                                                | 19. března 2004    |                           |
| Oldřich Holubář                                            | 27. března 2004    |                           |
| prof. Dubravka Dorotić Sesar, dr. sc.                      | 5. dubna 2004      |                           |
| Jiří Pinkas                                                | 8. května 2004     |                           |
| Ing. Vítězslav Koukal, CSc.                                | 20. září 2004      |                           |
| doc. PhDr. Ludvík Kunz, CSc.                               | 30. června 2004    |                           |
| akad. sochař Vladimír Preclík                              | 21. května 2004    |                           |
| Pavel Kohout                                               | 7. listopadu 2004  |                           |
| PhDr. Shimako Murai                                        | 13. listopadu 2004 |                           |
| Václav Hybš                                                | 3. června 2005     |                           |
| prof. Alexandar Ilič                                       | 14. dubna 2005     |                           |
| Klára Körtvélyessyová                                      | 31. března 2005    |                           |
| Zsuzsanna V. Detreová                                      | 31. března 2005    |                           |
| prof. Larisa Pavlovna Solncevová                           | 14. září 2005      |                           |
| Otto Sagner                                                | 4. května 2005     |                           |
| doc. PhDr. Vladimír Justl, CSc.                            | 24. května 2005    |                           |
| Kihačiró Kawamoto                                          | 7. července 2005   |                           |
| Alexis Juan                                                | 11. září 2005      |                           |
| Vaťa Rakovský (Bulharsko)                                  | 28. října 2005     |                           |
| François Avril                                             | říjen 2005         |                           |
| prof. Dr. Helmut Köser                                     | říjen 2005         |                           |
| Bohemia klub (Bulharsko)                                   | jaro 2006          |                           |
| Jan Saudek                                                 | 25. května 2006    |                           |
| Vladimír Körner                                            | 25. května 2006    |                           |
| Michael Klimesh                                            | 19. června 2006    |                           |
| Jožka Černý                                                | 31. srpna 2006     |                           |
| Arnošt Lustig                                              | 20. prosince 2006  |                           |
| Jānis Krastiņš                                             | 2. května 2007     |                           |
| Vojtěch Jasný                                              | 14. června 2007    |                           |
| Peter Rath                                                 | 13. prosince 2007  |                           |
| Jitka Válová                                               | 11. prosince 2007  |                           |
| Zora Šemberová                                             | 13. března 2008    |                           |
| prof. Jiří Stárek                                          | 15. dubna 2008     |                           |
| Juan Eduard Fleming                                        | 22. dubna 2008     |                           |
| Ivan Passer                                                | 21. června 2008    |                           |
| Jiří Krejčík                                               | 26. června 2008    |                           |
| Jarmila Karas                                              | 4. listopadu 2008  |                           |
| Ivo Váňa Psota                                             | 18. prosince 2008  | in memoriam               |
| Martin Turnovský                                           | 29. září 2008      |                           |
| Vladimir Ashkenazy                                         | 24. srpna 2009     |                           |
| Laurent Goutard                                            | 10. září 2009      |                           |
| dr. Hideo Sekine                                           | 23. listopadu 2009 |                           |
| Serge Baudo                                                | 28. října 2009     |                           |
| Ladislav Ballek                                            | 26. října 2009     |                           |
| Ján Figeľ                                                  | 26. října 2009     |                           |
| Lubomír Lipský                                             | 26. října 2009     |                           |
| Emília Vášáryová                                           | 26. října 2009     |                           |
| Nina Šulginová                                             | 2. prosince 2009   |                           |
| Oleg Malevič                                               | 2. prosince 2009   |                           |
| Gabriel Silagi                                             | 13. dubna 2010     |                           |
| František Dvořák                                           | 13. dubna 2010     |                           |
| Charles Mackerras                                          | 27. dubna 2010     |                           |
| Josef Koudelka                                             | 18. května 2010    |                           |
| Ivo Veliký                                                 | 22. května 2010    |                           |
| Garrick Ohlson                                             | 29. května 2010    |                           |
| Graham Melvile-Mason                                       | 29. května 2010    |                           |
| Vladimír Terš                                              | 23. srpna 2010     |                           |
| Alice Herz–Sommerová                                       | 28. listopadu 2010 |                           |
| Miroslav Košler                                            | 21. prosince 2010  |                           |
| Giuseppe Dierna                                            | 2010               | předal ZÚ                 |
| Milan Nápravník                                            | 2010               | vrácena                   |
| Soňa Červená                                               | 6. ledna 2011      |                           |
| Věra Linhartová                                            | 20. ledna 2011     |                           |
| Otakar Vávra                                               | 28. února 2011     |                           |
| Jiřina Jirásková                                           | 2. března 2011     |                           |
| Jiří Srnec                                                 | 3. března 2011     |                           |
| Meda Mládková                                              | 13. března 2011    |                           |
| Olbram Zoubek                                              | 16. dubna 2011     |                           |
| Jiřina Bohdalová                                           | 3. května 2011     |                           |
| Květa Fialová                                              | 31. srpna 2011     |                           |
| Vladimír Drápal                                            | 9. května 2011     |                           |
| Jiří Stránský                                              | 10. října 2011     |                           |
| Jiří Anderle                                               | 13. října 2011     |                           |
| Jaromír Hnilička                                           | 28. února 2012     |                           |
| Vladimír Hobrlant                                          | 26. dubna 2012     |                           |
| Petr Sís                                                   | 15. května 2012    |                           |
| Prof. Jošifumi Nakadžima                                   | 5. září 2012       |                           |
| Libuše Černá                                               | 24. září 2012      |                           |
| Busan International Film Festival                          | 22. ledna 2013     |                           |
| Jasuo Nakato                                               | 7. března 2013     |                           |
| Prof. Pavel Zatloukal                                      | 2. dubna 2013      |                           |
| Věra Blažková                                              | 12. dubna 2013     |                           |
| Mgr. Michal Beneš, CSc.                                    | 12. dubna 2013     |                           |
| Jiří Chvála                                                | 9. května 2013     |                           |
| Přátelský klub Bohemia                                     | 2013               | předal ZÚ                 |
| Henri Bonneti                                              | 23. května 2013    |                           |
| Jiří Menzel                                                | 23. května 2013    |                           |
| Agnes Husslein – Arco                                      | 2013               | předal ZÚ                 |
| Margaret Parsons                                           | 6. června 2013     |                           |
| Saša Machov                                                | 3. července 2013   | in memoriam               |
| Jan Kubíček                                                | 13. srpna 2013     |                           |
| Dietmar Grieser                                            | 2013               | předal ZÚ 13. března 2014 |
| Prof. PhDr. Miloš Stehlík                                  | 25. listopadu 2013 |                           |
| prof. Kyoko Sagisaka                                       | 24. února 2014     |                           |
| Robert Wilson                                              | 30. dubna 2014     |                           |
| PhDr. Karel Šprunk                                         | 30. května 2014    |                           |
| Krystyna Krauze                                            | 30. června 2014    |                           |
| doc. PhDr. Jiří Šetlík                                     | 10. listopadu 2014 |                           |
| Ennio Morricone                                            | 12. února 2015     |                           |
| Jiří Malík                                                 | 20. dubna 2015     |                           |
| Daisy Mrázková                                             | 20. října 2015     |                           |
| Ing. Adolf Rázek                                           | 4. listopadu 2015  |                           |
| Helena Aeschbacher-Sinecká                                 | 5. listopadu 2015  | předal ZÚ 12. listopadu   |
| Karel Klostera                                             | 23. prosince 2015  |                           |
| Jiří Bělohlávek                                            | 13. února 2016     |                           |
| PhDr. Jan Galuška                                          | 18. února 2016     |                           |
| Ivan Theimer                                               | 2. června 2016     |                           |
| Hideaki Omiya                                              | 2016               | předal ZÚ 15. září        |
| PhDr. Jiří Langer, CSc.                                    | 4. prosince 2016   |                           |
| Karel Franta                                               | 27. prosince 2016  |                           |
| Miroslava Symonová a Josef Symon                           | 6. dubna 2017      |                           |
| Miloslav Zelenka                                           | 30. května 2017    |                           |
| Pavel Brázda                                               | 1. června 2017     |                           |
| Bert Kisjes                                                | 17. července 2017  |                           |
| Hans van Oostveen                                          | 17. července 2017  |                           |
| Ian Kennaway                                               | 21. července 2017  |                           |
| Jonathan Marsden                                           | 31. srpna 2017     |                           |
| Giorgio Ursini Uršič                                       | 19. září 2017      |                           |
| Čeněk Růžička                                              | 29. září 2017      |                           |
| Doc.PhDr. Jaromír Vochal, DSc.                             | 17. října 2017     |                           |
| František Mertl                                            | 1. listopadu 2017  |                           |
| Mgr. Tadeusz Paprocki                                      | 16. listopadu 2017 |                           |
| Franz Badstöber                                            | 24. listopadu 2017 |                           |
| Ludmila Hořká                                              | 5. prosince 2017   | in memoriam               |
| Doc.PaedDr. Zdeněk Vimr                                    | 26. ledna 2018     |                           |
| PhDr. František Ledvinka                                   | 30. ledna 2018     |                           |
| Stephan Baumgartner                                        | 27. dubna 2018     |                           |
| Petr Svoboda                                               | 30. května 2018    |                           |
| Ondrej Lenárd                                              | 4. června 2018     |                           |
| Martin Hrbáč                                               | 22. června 2018    |                           |
| Damjan Prelovšek                                           | 2018               | předal ZÚ                 |
| prof. Jiří Hlaváč                                          | 17. října 2018     |                           |
| PhDr. Markéta Pánková                                      | 17. října 2018     |                           |
| Dobromila Hamplová                                         | 10. dubna 2019     |                           |
| Angel Musa                                                 | 31. července 2019  |                           |
| Zubin Mehta                                                | 15. září 2019      |                           |
| PhDr. Vít Richter                                          | 19. září 2019      |                           |
| Jaroslav Krček                                             | 23. září 2019      |                           |
| Ing. Jiří Machek                                           | 5. října 2019      |                           |
| PhDr. Jan Krist                                            | 24. října 2019     |                           |
| PhDr. Zuzana Malcová                                       | 24. října 2019     |                           |
| Ladislav Zeman                                             | 24. listopadu 2019 |                           |
| Hana Regina a Andrea Pohl                                  | 3. prosince 2019   |                           |
| Inka Vostřezová                                            | 17. ledna 2020     |                           |
| Zdeněk Bláha                                               | 17. ledna 2020     |                           |
| Mgr. Michal Soukup                                         | 18. února 2020     |                           |
| RNDr. Jiří Žalman                                          | 18. února 2020     |                           |
| Luděk Vele                                                 | 25. února 2021     |                           |
| Hana Machová-Jureczková                                    | 24. června 2021    |                           |
| Olga Borisová-Pračiková                                    | 29. července 2021  |                           |
| Prof. Karel Vachek                                         | 17. srpna 2021     | in memoriam               |
| PhDr. František Frýda                                      | 17. srpna 2021     |                           |
| Marta Davouze                                              | 6. září 2021       | in memoriam               |
| Ivan Liška                                                 | 15. září 2021      |                           |
| Anna Buroňová                                              | 10. listopadu 2021 |                           |
| PhDr. Ivan Neumann                                         | 10. listopadu 2021 |                           |
| Ivanka Kubicová                                            | 10. listopadu 2021 |                           |
| Felix Hess                                                 | 11. března 2022    |                           |
| František Makeš                                            | 11. května 2022    |                           |
| PhDr. Irena Bukačová                                       | 13. května 2022    |                           |
| prof. PhDr. Ing. Jan Royt, Ph.D.                           | 6. června 2022     |                           |
| Jan Slabák                                                 | 6. června 2022     |                           |
| Václav Hudeček                                             | 6. června 2022     |                           |
| Helena Verhoefová-Musílková                                | 26. září 2022      |                           |
| prof. PhDr. Svatava Urbanová CSc.                          | 5. prosince 2022   |                           |
| Mgr. Ivan Sedláček                                         | 5. prosince 2022   |                           |
| prof. Miloš Horanský                                       | 5. prosince 2022   |                           |
| prof. Zdeněk Ziegler                                       | 23. ledna 2023     |                           |
| prof. PaedDr. Jiří Kolář                                   | 23. ledna 2023     |                           |
| prof. Jitka Svobodová                                      | 11. dubna 2023     |                           |
| Gert Müntefering                                           | 9. října 2023      |                           |
| Ing. Petr Dvořák, MBA                                      | 31. října 2023     |                           |
| PhDr. Helena Koenigsmarková                                | 6. listopadu 2023  |                           |
| Jan Pikna                                                  | 6. listopadu 2023  |                           |
| Karla Erbová                                               | 11. prosince 2023  |                           |
| doc. PhDr. Věra Ptáčková                                   | 11. prosince 2023  |                           |
| prof. PhDr. Stanislav Bohadlo, CSc.                        | 11. prosince 2023  |                           |
| PhDr. Petr Nedoma                                          | 13. června 2024    |                           |
| PhDr. Pavel Popelka                                        | 13. června 2024    |                           |
| Jitka Stokalská                                            | 2. srpna 2024      |                           |
| Barbara Day                                                | 20. srpna 2024     |                           |